# ユカタン・ライオンズ
ユカタン・ライオンズ（英語: Yucatan Lions、スペイン語名: レオネス・デ・ユカタン（スペイン語: Leones de Yucatan）） は、メキシコ合衆国ユカタン州メリダに本拠地を置くリーガ・メヒカーナ・デ・ベイスボルのプロ野球チームである。
本拠地球場はパルケ・ククルカン・アラモ。マイナーリーグAAAクラスを与えられている。
1954年にリーガ・メヒカーナ・デ・ベイスボルのチームとなり、過去に3度のリーグ優勝を果たしている。